# Alminar mudéjar (Árchez)
El alminar de Árchez es la torre campanario de la iglesia de Nuestra Señora de la Encarnación, situada en el municipio de Árchez, en la provincia de Málaga, España.
Se trata de uno de los mejores ejemplos conservados de arquitectura almohade en la provincia. Originalmente formaba parte de una mezquita y fue adaptado como torre campanario tras la conquista cristiana.
Construido en ladrillo rojo y mampostería, el alminar presenta planta cuadrada (3,64 m de lado) y una altura de 15 metros. En su interior se alza un pilar central macizo (1,07 m de lado) que sostiene una escalera con bóveda escalonada de medio cañón. La entrada actual, situada a 1,7 m del suelo, se halla por encima del acceso original.
La torre se divide en cuatro cuerpos:
- Primer cuerpo: Mampostería cruzada con verdugadas de ladrillo.
- Segundo cuerpo: Decorado con paños de sebka, compuestos por rombos mixtilíneos en ladrillo recortado. Se conservan restos de pintura en tonos de almagra. En origen, la parte inferior incluía columnillas (hoy desaparecidas) y la superior se remataba con piezas circulares.
- Tercer cuerpo: Presenta una franja con cinco arcos apuntados de herradura entrelazados, con restos de pintura geométrica en forma de rombos, cuadrados y dameros.
- Cuarto cuerpo: Antiguamente fue una terraza; hoy está cubierta por un tejado a cuatro aguas fruto de la transformación cristiana.

El alminar de Árchez guarda similitudes con los minaretes norteafricanos de Túnez y Tremecén, construidos entre los siglos XIII y XIV. Su diseño, considerado de estilo meriní,  es comparable al de otros alminares andalusíes como los de San Juan de los Reyes (Granada) o San Sebastián (Ronda), aunque su ornamentación se aproxima más a modelos magrebíes.
Fue declarado Monumento Histórico-Artístico del Patrimonio Nacional en 1979 y está considerado como una joya del arte hispanomusulmán. En 2010, un archero afincado en el barrio malagueño de Huelin construyó dos reproducciones de madera en miniatura de la torre, representando su aspecto previo y posterior a la conquista cristiana.